# Comuna Doștat, Alba
Doștat (în maghiară: Hosszútelke, în germană: Langendorf) este o comună în județul Alba, Transilvania, România, formată din satele Boz, Dealu Doștatului și Doștat (reședința).

## Demografie
Componența etnică a comunei Doștat
     Români (92,04%)
     Alte etnii (0,92%)
     Necunoscută (7,04%)
Componența confesională a comunei Doștat
     Ortodocși (86,22%)
     Penticostali (3,78%)
     Alte religii (1,22%)
     Necunoscută (8,78%)
Conform recensământului efectuat în 2021, populația comunei Doștat se ridică la 980 de locuitori, în creștere față de recensământul anterior din 2011, când fuseseră înregistrați 956 de locuitori. Majoritatea locuitorilor sunt români (92,04%), iar pentru 7,04% nu se cunoaște apartenența etnică. Din punct de vedere confesional, majoritatea locuitorilor sunt ortodocși (86,22%), cu o minoritate de penticostali (3,78%), iar pentru 8,78% nu se cunoaște apartenența confesională.

## Politică și administrație
Comuna Doștat este administrată de un primar și un consiliu local compus din 9 consilieri. Primarul, Emilia-Livia Cândea[*], de la Partidul Național Liberal, este în funcție din 2008. Începând cu alegerile locale din 2024, consiliul local are următoarea componență pe partide politice:
|  | Partid                    | Consilieri | Componența Consiliului | Componența Consiliului | Componența Consiliului | Componența Consiliului | Componența Consiliului | Componența Consiliului |
|  | ------------------------- | ---------- | ---------------------- | ---------------------- | ---------------------- | ---------------------- | ---------------------- | ---------------------- |
|  | Partidul Național Liberal | 6          |                        |                        |                        |                        |                        |                        |
|  | Partidul Social Democrat  | 2          |                        |                        |                        |                        |                        |                        |
|  | Forța Dreptei             | 1          |                        |                        |                        |                        |                        |                        |

## Atracții turistice
- Biserica Evanghelică fortificată din satul Boz, construită în anul 1524, monument istoric
- Biserica Ortodoxă din satul Doștat, construită în anul 1866
- Rezervația naturală "Vulcanii noroioși de la Boz"